# Spending My Time
A Spending My Time című dal a svéd Roxette. 4. kimásolt kislemeze a Joyride című stúdióalbumról. A dalt Per Gessle és Mats Persson írta. A dal mérsékelt siker volt, így Németországban, és Olaszországban Top 10-es, míg Ausztráliában, Ausztriában, Belgiumban, Kanadában, Finnországban, és Svédországban Top 20-as sláger volt. A brit kislemezlistán a 22. míg a Billboard Hot 100-as listán a 32. helyig jutott.
A dalhoz egy remix készült MC King Carli és Dr. Renault néven, melyeket Öfwerman és Anders készített a stockholmi EMI Stúdióban 1991 júliusában, mely a kislemezre is felkerült. A dalhoz készült spanyol változat "Un Día sin Ti"1996-ban jelent meg a duó spanyol nyelvű albumán.

## Kritikák
Dave Sholin a Gavin Reporttól az alábbiakat írta a dalról: A dal Top 40-es helyezés szinte mindenütt a világban, Per és Marie minden dalában megnyerőek, és finomak. Nem számít a tempó, minden dallal megnyerik a hallgatókat. A legújabb dalukkal is nemzetközi sikereket könyvelhetnek el.

## Megjelenések
Minden dalt Per Gessle és Mats Persson írt. Kivételt képez a  "The Sweet Hello, the Sad Goodbye" b című, melyet Gessle írt.
- 7" & MC Single

1. "Spending My Time" – 4:39
2. "The Sweet Hello, the Sad Goodbye" – 4:49

- 7"

1. "Spending My Time" – 4:39
2. "Listen to Your Heart" (Swedish Single Version) – 5:10

- 12"

1. "Spending My Time" (Electric Dance Remix) – 5:27
2. "Spending My Time" – 4:39
3. "The Sweet Hello, the Sad Goodbye" – 4:49

- CD Single

1. "Spending My Time" – 4:39
2. "The Sweet Hello, the Sad Goodbye" – 4:49
3. "Spending My Time" (Electric Dance Remix) – 5:27
4. "Spending My Time" (Electric Dance Remix/Instrumental) – 5:27

- CD Single

1. "Spending My Time" – 4:39
2. "The Sweet Hello, the Sad Goodbye" – 4:49
3. "Spending My Time" (Electric Dance Remix) – 5:27
4. "Listen to Your Heart" (7" Edit) – 4:06

## Slágerlista
| Slágerlista (1991–1992)              | Legjobb helyezések |
| ------------------------------------ | ------------------ |
| Ausztrália (ARIA)                    | 16                 |
| Ausztria (Ö3 Austria Top 40)         | 16                 |
| Belgium (Ultratop 50 Flanders)       | 11                 |
| Kanada Top Singles (RPM)             | 9                  |
| Kanada Adult Contemporary (RPM)      | 10                 |
| Europe (European Hot 100 Singles)    | 16                 |
| Finland (Suomen virallinen lista)    | 18                 |
| Németország (Official German Charts) | 9                  |
| Írország (IRMA)                      | 23                 |
| Italy (Musica e dischi)              | 7                  |
| Hollandia (Dutch Top 40)             | 29                 |
| Hollandia (Single Top 100)           | 25                 |
| Új-Zéland (Recorded Music NZ)        | 31                 |
| Poland Airplay (LP3)                 | 7                  |
| Spain (AFYVE)                        | 34                 |
| Svédország (Sverigentoplistan)       | 11                 |
| Svájc (Schweizer Hitparade)          | 15                 |
| UK Singles (Official Charts Company) | 23                 |
| US (Billboard Hot 100)               | 32                 |
| US Adult Contemporary (Billboard)    | 20                 |

| Slágerlista (1992)               | Helyezések |
| -------------------------------- | ---------- |
| Canada Adult Contemporary (RPM)  | 81         |
| Germany (Official German Charts) | 76         |

## Un Día Sin Ti
Az Una Día Sin Ti című dal a "Spending My Time" című dal 1996-ban megjelent spanyol nyelvű változata, mely a Baladas en Español című spanyol nyelvű válogatás lemezen szerepel. A dalt Luis Gomes-Escolar fordította le spanyol nyelvre. Az albumot csak a spanyol és portugál nyelvterületeken jelentették meg.

## Videoklip
A dal spanyol változatához új videoklipet készítettek, melyet Jonas Åkerlund készített, aki már 12 videót rendezett a duónak.

## Slágerlista
| Slágerlista (1996–97)          | Legjobb helyezések |
| ------------------------------ | ------------------ |
| Spain (AFYVE)                  | 20                 |
| Poland Airplay (ZPAV)          | 48                 |
| US Latin Pop Songs (Billboard) | 10                 |